# Pointe des Estaris
La pointe des Estaris est une montagne du massif des Écrins dans les Alpes qui culmine à 3 086 m d'altitude. Elle domine la commune d'Orcières et le lac des Estaris.